# Ritu Karidhal
Ritu Karidhal Srivastava (ur. 13 kwietnia 1975 w Lucknow) – indyjska naukowczyni specjalizująca się w inżynierii lotniczej. Pracuje z Indyjską Organizacją Badań Kosmicznych (ISRO). Pełniła funkcję Zastępczyni Dyrektora Operacyjnego w Mars Orbiter Mission, inaczej nazywanej Mangalyaan. Nazywana jedną z wielu „Rocket Women” Indii. 

## Wczesne życie i rodzina
Karidhal urodziła się w mieście Lucknow w stanie Uttar Pradesh. Dorastała w rodzinie ze średniej klasy, która kładła duży nacisk na edukację. Ma dwie siostry i dwóch braci. Z powodu braku środków finansowych i braku wsparcia finansowo-doradczego musiała polegać na sobie. Od dziecka interesowała się naukami kosmicznymi: godzinami wpatrywała się w nocne niebo, rozmyślając o przestrzeni kosmicznej i księżycu, studiowała gwiazdy i chciała wiedzieć, co kryje się za ciemną przestrzenią. Jako nastolatka zaczęła kolekcjonować wycinki z gazet o działalności ISRO i NASA.
Karidhal ukończyła licencjat i studia magisterskie z fizyki na Uniwersytecie w Lucknow. Dostała się także na studia doktoranckie na Wydziale Fizyki, na którym później wykładała. Była pracownicą naukową uniwersytetu przez sześć miesięcy. W Indian Institute of Science w Bengaluru skończyła studia magisterskie z zakresu inżynierii lotniczej.

## Kariera
Ritu Karidhal pracuje dla ISRO od 1997. Odegrała kluczową rolę w rozwoju indyjskiej misji Mars Orbiter Mission (Mangalyaan), zajmując się szczegółami i wykonaniem systemu dalszej autonomii statku. Była także zastępczynią dyrektora operacyjnego tej misji.
Misja Manalyaan jest jednym z największych osiągnięć ISRO – dzięki niej Indie stały się czwartym krajem na świecie, który dotarł na Marsa. Dokonano tego w 18 miesięcy niskim kosztem dla podatników. Zadaniem Karidhal było opracowanie koncepcji i wykonanie systemu dalszej autonomii statku, który niezależnie obsługiwał funkcje satelity w przestrzeni i odpowiednio reagował na awarie.
Nadzorowała misję Chandrayaan–2 jako dyrektorka misji.
Kiedy w 2021 Wielka Brytania objęła przewodnictwo w G7 (Group of Seven), Karidhal została wyznaczona przez Ministrę ds. Kobiet i Równouprawnienia – Liz Truss – do nowo utworzonej Rady Doradczej ds. Równości Płci (GEAC).

## Docenienie
W 2007 Karidhal otrzymała nagrodę ISRO Young Scientist Award. Wręczył ją A.P.J. Abdul Kalam, prezydent Indii.
Występowała na TED i TEDx, opisując sukces misji Mars Orbiter Mission.
Otrzymała tytuł doktora honoris causa Uniwersytetu w Lucknow. Został nadany przez gubernatora Anandibena Patela.